# Arctornis leucoscela
Arctornis leucoscela är en fjärilsart som beskrevs av Collenette 1934. Arctornis leucoscela ingår i släktet Arctornis och familjen tofsspinnare. Inga underarter finns listade i Catalogue of Life.